# Solpugema broadleyi
Solpugema broadleyi är en spindeldjursart som beskrevs av Lawrence 1965. Solpugema broadleyi ingår i släktet Solpugema och familjen Solpugidae. Inga underarter finns listade i Catalogue of Life.